# 1960년 동계 올림픽 레바논 선수단
1960년 동계 올림픽 레바논 선수단은 미국 스쿼밸리에서 개최된 1960년 동계 올림픽에 참가한 올림픽 레바논 선수단이다. 총 두 명의 선수가 알파인스키 한 종목에 출전하였으나 메달 획득에는 실패하였다.

## 알파인 스키
남자
| 선수          | 종목   | 1차    | 1차  | 2차  | 2차  | 종합   | 종합 |
| 선수          | 종목   | 시간   | 순위 | 시간 | 순위 | 시간   | 순위 |
| ------------- | ------ | ------ | ---- | ---- | ---- | ------ | ---- |
| 나지 자자     | 활강   |        |      |      |      | 3:00.3 | 59   |
| 이브라힘 자자 | 활강   |        |      |      |      | 2:39.2 | 56   |
| 이브라힘 자자 | 대회전 |        |      |      |      | 2:29.1 | 57   |
| 나지 자자     | 대회전 |        |      |      |      | 2:20.3 | 49   |
| 나지 자자     | 회전   | 1:22.4 | 34   | DSQ  | –    | DSQ    | –    |

## 참조
- 올림픽 공식 결과 보관됨 2012-02-04 - 웨이백 머신